# Серрано, Росита
Росита Серрано (исп. Rosita Serrano; имя при рождении Мария Марта Эстер Альдунате дель Кампо; исп. María Martha Esther Aldunate del Campo; 10 июня 1912 — 6 апреля 1997) — чилийская певица, наиболее известная своим успехом в Гитлеровской Германии 1930—1940-х годов. За свой голос и виртуозный свист она получила прозвище «чилийский соловей».

## Биография
Росита родилась в чилийском городе Кильпуэ в 1912 году. Её отец Эктор Альдунате работал в дипломатической службе, её мать София дель Кампо была популярной оперной певицей.
Вместе с матерью Росита в начале 1930-х годов уехала в Европу. Вначале она жила в Португалии и Франции, но в 1936 году переехала в Берлин. Росита пела со сцены, и после выступлений в Wintergarten и Metropol-Theater, где она пела чилийские народные песни, ей сопутствовал успех. Её заметил композитор Петер Кройдер и оказал содействие в заключении контракта с компанией Telefunken. Теперь Росита пела песни на немецком языке: популярные шлягеры Roter Mohn (Roter Mohn, warum welkst du denn schon?), Schön die Musik, Küß mich, bitte, bitte, küß mich, Und die Musik spielt dazu, Der Onkel Jonathan, Der kleine Liebesvogel. Она также снялась в нескольких кинофильмах: Bel Ami, Es leuchten die Sterne, Die kluge Schwiegermutter и Herzensfreud — Herzensleid. Росита успешно гастролировала с оркестрами Курта Хоэнбергера и Тедди Штауффера. В 1939 году при поддержке Йозефа Геббельса Росита появилась в радиопрограмме Wunschkonzert für die Wehrmacht («Концерт по заявкам для вермахта»). В 1940 году она записала песню La Paloma («Голубка»), ставшую популярной в Германии. Эта песня звучит, например, в фильмах «Подводная лодка» (1981) и «Дом духов» (1993).
Карьера Роситы оборвалась в 1943 году, когда она во время гастролей в Швеции дала благотворительный концерт в пользу еврейских беженцев, и её обвинили в шпионаже. В Германию она больше не вернулась, чтобы не быть арестованной, а отправилась в Чили. В Германии песни Роситы были запрещены, а в США, куда она попыталась отправиться для концертных выступлений, её немецкий репертуар популярностью не пользовался. В 1950 году она появилась в Шоу Эда Салливана, в 1951 году снялась в западногерманском фильме Schwarze Augen в роли кубинской певицы, в 1952 году пела в фильме Saison in Salzburg. Особого успеха в ФРГ у неё уже не было, а концертный тур с Куртом Хоэнбергером в 1957 году был неудачным.
Последние годы своей жизни Росита провела в Чили, где ей так и не простили сотрудничество с нацистами. Она умерла в бедности в Сантьяго в 1997 году.